# Morandi
Morandi er en rumænsk popgruppe, som består af Marius Moga og Andreas Tefas Ropcea (Randi). Gruppens navn kan udledes af de to første bogstaver af Mogas navn og Ropceas kælenavne Randi.
Gruppen udsendte sit første album Reverse i 2005.

## Albums
- Reverse (2005)
- Mind Fields (2006)

## Singler
- Love me
- Beijo (sunget på Portugisisk) (2005)
- Fallin' asleep (2006)

## Ekstern henvisning
- Morandi Lyrics Arkiveret 5. december 2006 hos  Wayback Machine